# Sushma Swaraj
Sushma Swaraj (en hindi: सुषमा स्वराज), nascuda Sushma Sharma (Ambala Cantonment, estat de Haryana, 14 de febrer de 1952 - Nova Delhi, 6 d'agost de 2019) va ser una política i jurista índia. Líder principal i presidenta del Partit Bharatiya Janata, ocupà la funció de ministra d'afers exteriors de l'Índia d'ençà el 26 de maig de 2014 en el primer govern de Narendra Modi, essent la segona dona en ocupar aquest càrrec després d'Indira Gandhi. El 1977, amb només 25 anys, esdevingué la ministra de gabinet més jove de l'estat de Haryana.